# Operacja Martlet
Operacja Martlet (znana również jako operacja Dauntless) – jedna z serii brytyjskich operacji wojskowych mających na celu zdobycie francuskiego miasta Caen i okolic podczas kampanii normandzkiej w czasie II wojny światowej. Była to operacja wstępna i wspierająca podjęta w dniu 25 czerwca 1944 r. przez XXX Korpus brytyjskiej 2 Armii, mająca na celu ochronę prawej flanki VIII Korpusu przed rozpoczęciem zaplanowanej na dzień później operacji Epsom, dużej ofensywa w dolinie rzeki Odon na zachód od Caen. Taktycznym celem operacji było zdobycie Rauray i okolic Noyers. Atak 50 Dywizji Piechoty Northumbrian i 49 Dywizja Piechoty West Riding miał doprowadzić do przejęcia Juvigny-sur-Seulles, Vendes i Rauray, aby zapobiec niemieckim kontratakom przeciwko VIII Korpusowi z obszaru podkowy Rauray (od kształtu linii niemieckich umocnień), a następnie przedłużyć atak w kierunku Noyers i Aunay-sur-Odon. Po raz pierwszy w Normandii 49 Dywizja Piechoty West Riding działała samodzielnie jako zwarta jednostka.
Szpica ataku uderzyła na prawą flankę niemieckiej Dywizji Panzer Lehr i lewą flankę 12 Dywizji Pancernej SS „Hitlerjugend”, wspieranej przez 60–80 dział kalibru 88 mm III Flakkorpsu. Atak nie osiągnął swoich celów do końca dnia 25 czerwca, a 49 Dywizja West Riding kontynuowała operację aż do 1 lipca, kiedy to odparła kontratak Kampfgruppe Weidinger ze składu 2 Dywizji Pancernej SS „Das Reich” i 9 Dywizji Pancernej SS „Hohenstaufen”, które straciły ok. 35 czołgów i innych pojazdów opancerzonych. II Korpus Pancerny SS był przeznaczony do kontrofensywy na zachód od Caen w kierunku Bayeux, ale z uwagi na jego ciężkie straty poniesione przy zwalczaniu operacji Martlet i Epsom oraz niebezpieczeństwo kolejnej brytyjskiej ofensywy w pobliżu Caen, został oddelegowany jedynie do statycznej obrony doliny Odon.

## Tło sytuacyjne

### Inwazja na Normandię
Normandzkie miasto Caen było celem do zdobycia w dniu inwazji dla brytyjskiej 3 Dywizji Piechoty, która nacierała z Caumont-l’Éventé na zachodzie do południowo-wschodnich obszarów Caen, by ubezpieczać flankę amerykańskiej 1 Armii podczas jej skoku w stronę Falaise. 3 Dywizja Piechoty wylądowała na plaży Sword 6 czerwca 1944 r., ale została zatrzymana przez niemiecką 21 Dywizję Pancerną. Operacja Perch, atak okrążający w wykonaniu I i XXX Korpusu został przeprowadzony następnego dnia. I Korpus, uderzający na południe z przyczółka nad rzeką Orne, został zatrzymany przez 21 Dywizję Pancerną, zaś atak XXX Korpusu na zachód od Caen stanął przed Tilly-sur-Seulles powstrzymany przez Dywizję Panzer Lehr. Aby zmusić Niemców do wycofania się lub poddania i utrzymać płynność operacji, część brytyjskiej 7 Dywizji Pancernej przecisnęła się przez lukę w niemieckiej linii frontu w pobliżu Caumont i zdobyła Villers-Bocage. Bitwa o Villers-Bocage doprowadziła do wzięcia czołówki brytyjskich wojsk w zasadzkę i wycofania się awangardy 7 Dywizji Pancernej z miasta, ale do 17 czerwca Dywizja Panzer Lehr również musiała się cofnąć, a XXX Korpus zajął Tilly-sur-Seulles.

### Bitwa o Caen

Postęp sił alianckich, 9–13 czerwca

Wszelkie alianckie operacje ofensywne zostały odroczone, gdy 19 czerwca nad kanałem La Manche rozszalała silna burza, która opóźniła gromadzenie sił o trzy dni i opóźniła zejście a ląd trzech dywizji. Operacja Dreadnought, atak z przyczółka nad rzeką Orne w wykonaniu VIII Korpusu, mający na celu oskrzydlenie Caen ze wschodu, został odwołany. Zła pogoda uziemiła większość alianckich samolotów do 23 czerwca, co pozwoliło Niemcom bez przeszkód pracować nad swoimi umocnieniami, a odpowiednik dwóch niemieckich dywizji, jednostki artylerii i moździerzy dotarły w tym czasie do Normandii. Pozycje obronne zostały wzmocnione polami minowymi, a około siedemdziesięciu dział 88 mm ustawiono w żywopłotach i lasach przy podejściu do Caen. 23 czerwca 51 Dywizja Piechoty Highland zaatakowała Sainte Honorine la Chardonnerette przed świtem, zdobyła wioskę, a następnie odparła kontratak, niszcząc trzynaście niemieckich czołgów. Dalej na zachód VIII Korpus, który niedawno przybył z Wielkiej Brytanii, został przeniesiony do linii między XXX Korpusem a I Korpusem, na zachód od Caen. Rozpoczęto planowanie ataku VIII Korpusu w dniu 26 czerwca, a na 25 czerwca został zaplanowany wstępny atak XXX Korpusu w celu zdobycia wzniesienia położonego w obszarze na zachód od VIII Korpusu.

## Preludium

### Plan

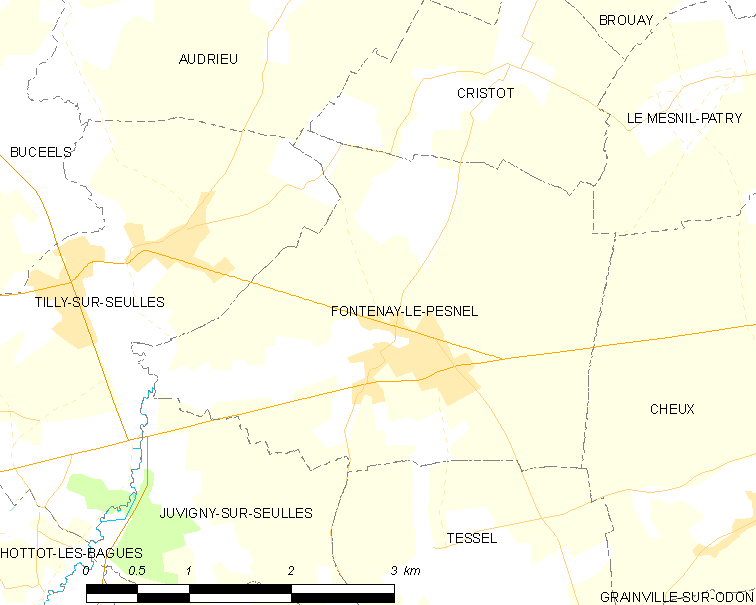
Fontenay-le-Pesnel w obszarze działania 49 Dywizji Piechoty West Riding

Operacja Epsom, atak VIII Korpusu, który miał się rozpocząć 26 czerwca, był podatny na niemieckie kontrataki z podkowy Rauray, obszaru zalesionych wzniesień na zachodzie, który górował nad linią natarcia 15 Szkockiej Dywizji Piechoty wokół wioski Cheux. 25 czerwca XXX Korpus miał przeprowadzić operację Martlet, zajmując obszar Noyers, aby pozbawić Niemców zasięgu obserwacji na wschód i możliwości kontratakowania na flankę VIII Korpusu z wyżej położonego terenu. Po zabezpieczeniu flanki VIII Korpusu XXX Korpus miał zaatakować na południe w kierunku Noyers i Aunay-sur-Odon. 49 Dywizji rozkazano dotrzeć do pierwszego celu („Barracuda”) na drodze między Juvigny-sur-Seulles i Fontenay-le-Pesnel siłą trzech batalionów, a następnie przejść 910 m na południe do drugiego celu („Walrus”) w lesie nieopodal Tessel i farmie w St. Nicholas z dwoma świeżymi batalionami. Dywizja miała następnie przejść do swego ostatecznego celu („Albacore”) w samej wiosce Rauray i obszarze podkowy Rauray, aby ustalić linię frontu od Rauray do Vendes i Juvigny-sur-Seulles, zabezpieczając w ten sposób prawą flankę 15 Szkockiej Dywizji Piechoty.
49 Dywizja planowała natarcie z dwoma brygadami w linii, ze 146 Brygadą Piechoty po prawej i 147 Brygadą Piechoty po lewej, do celu w fazie pierwszej w Fontenay, a następnie do Rauray. 8 Brygada Pancerna i 70 Brygada Piechoty zostały pozostawione z tyłu jako wsparcie; do pułku artylerii dywizjonu dodano dodatkowy pułk artylerii polowej i pułk niszczycieli czołgów M10, a pierwszego dnia operacji pięć pułków artylerii polowej VIII Korpusu i elementy dwóch brygad przeciwlotniczych działających jako artyleria naziemna zostały udostępnione „na wezwanie”. Na froncie 50 Dywizji miała zostać utrzymana solidna baza gotowa do podjęcia działań po wycofaniu się Niemców.

### Niemiecka obrona
Naprzeciw XXX Korpusu znajdował się odcinek niemieckiego frontu obsadzony przez Dywizję Panzer Lehr i lewą flankę 12 Dywizji Pancernej SS „Hitlerjugend”, która utrzymywała 12-kilometrowy front od Epron na północ od Caen do Fontenay. Dywizje były wspierane przez 60–80 armat 88 mm z III Flakkorpsu, rozstawionych od Saint-André-sur-Orne do Aunay-sur-Odon, które otrzymały instrukcje dotyczące walki z czołgami alianckimi na dystansie większym niż 2000 m. Na południe od 49 Dywizji niemiecka obrona była oparta na 3. batalionie 26 Pułku Grenadierów Pancernych SS i czołgi 12 Pułku Pancernego SS z 12 Dywizji Pancernej SS „Hitlerjugend”. Oba pułki zostały okopane za rozległymi polami minowymi w dobrze zakamuflowanych pozycjach, ale znajdowały się w akcji nieprzerwanie od dnia inwazji i były już wyczerpane walkami. Do 24 czerwca 12 Dywizja SS poniosła ok. 2550 ofiar (z czego połowa to żołnierze piechoty), miała już tylko ok. 58 działających czołgów Panzer IV, ok. 44 panter i nieznaną liczbę spośród dziesięciu niszczycieli czołgów Jagdpanzer IV, które jednostka posiadała 6 czerwca. Dywizja Panzer Lehr miała ok. 33 Panzer IV, ok. 30 Panter i kilka z czterdziestu dział szturmowych Jagdpanzer IV i Sturmgeschütz III obecnych w dywizji 1 czerwca. Od dnia inwazji do rozpoczęcia brytyjskiej operacji Martlet dywizja straciła ok. 2300 ofiar śmiertelnych, głównie z piechoty i była przeznaczona do zluzowania, gdy tylko 276 Dywizja Piechoty przyjedzie z Belgii.

## Bitwa

### 25 czerwca

Topografia obszaru na zachód od Caen

O 4:15 rano 25 czerwca operacja Martlet rozpoczęła się masowym ostrzałem artyleryjskim, który spadł tuż przed linią wyjściową 49 Dywizji. O 5:00 ostrzał zaczął się przesuwać w głąb linii nieprzyjaciela, a piechota ruszyła w dół przez pola kukurydzy. Tego poranka osiadła gęsta mgła gruntowa, zmniejszając widoczność do 5,6 metra w niektórych miejscach. W obszarze 146 Brygady Piechoty na prawej flance 4. batalion Pułku Royal Lincolnshire i czołgi 24 Pułku Ułanów ruszyły naprzód. Po godzinie ich radiostacje polowe stały się nieskuteczne, a piechota z trudem starała się utrzymać właściwy kierunek natarcia, krzycząc, by zidentyfikować się nawzajem, gdy zbliżali się do celów przez mgłę i dym unoszący się z lejów po bombach. Grupa niemieckich pojazdów półgąsienicowych została zniszczona przez granaty ręczne, a niemiecki oficer zastrzelony podczas próby ostrzeżenia swoich oddziałów za pomocą trąbki, gdy batalion osiągnął cel „Barracuda”. Wraz ze wschodem słońca widoczność wzrosła do 55 m i rozpoczął się gorący i słoneczny dzień. Po lewej stronie 146 Brygady batalion Pułku Hallamshire co kilka metrów sprawdzał swoją pozycję na kompasie i zbliżał się do „Barracudy” na drodze Fontenay–Tessel–Bretteville, gdzie trafił na czołgi 8. kompanii 2. batalionu 12 Pułku Pancernego SS oraz dwie kompanie z 3. batalionu 26 Pułku Pancernego SS.
Hallamshires obezwładnili dwa niemieckie czołgi za pomocą 6-funtowych dział przeciwpancernych, a następnie ruszyli w bok w obu kierunkach wzdłuż drogi, na zachód do le Pont de Juvigny-sur-Seulles i na wschód do Fontenay, pod ogniem artylerii i moździerzy. W południe Pułk Tyneside Scottish przeniósł się do Le Hautd’Audreu, aby skonsolidować obszar, a 1/4. batalion Lekkiej Piechoty King’s Own Yorkshire nacierał wraz z 24 Pułkiem Ułanów przez pozycje 4. batalionu Pułku Royal Lincolnshire, od przysiółka Bas de Fontenay, na zachód od wioski Fontenay wzdłuż drogi do Juvigny-sur-Seulles, w stronę celu o kryptonimie „Mors” w lesie Tessel na podkowie na północ od Vendes. Piechota przeszła pod górę i pokonała 90 metrów ciągu czterech minut za gęstym ostrzałem nękającym, kiedy rozpoczęło się niemieckie bombardowanie z wyrzutni Nebelwerfer, spowalniające postęp i powodujące wiele ofiar. Batalion ostatecznie zbliżył się do krawędzi lasu na 1,6 km. Odparto kontratak, a 24 Pułk Ułanów obezwładnił dwa niemieckie czołgi.
Na lewej flance, w obszarze 147 Brygady Piechoty, 11. batalion Royal Scots Fusiliers zbliżający się do „Barracudy” na północnym krańcu Fontenay, zniknął we mgle i natychmiast poniósł wiele ofiar. Żołnierze lokalizowali się nawzajem, aby utrzymać kierunek marszu, lecz gdy wstało słońce, snajperzy na ich drodze zaczęli zadawać coraz większe straty. Ci, którzy przeżyli, dotarli do Fontenay i zaczęli walczyć o każdy budynek w wiosce; następnie znaleźli się pod ostrzałem z parku Boislonde na północnym wschodzie i nie byli w stanie przedostać się poza drogę do Tilly-sur-Seulles. O 20:20 1/7. batalion Pułku Duke of Wellington’s przeszła przez resztki 11. batalionu Lekkiej Piechoty Durham i kontynuowała atak na wioskę. 3. batalion 26 Pułku Grenadierów Pancernych SS, który został wzmocniony przez wojska wysłane z Caen przez 21 Dywizję Pancerną SS i z Vendes przez Dywizję Panzer Lehr, trzymał się lasów i wschodniego krańca wioski. Przez całą noc w wiosce trwały walki wręcz.
Do zmroku 49 Dywizja ustanowiła linię mniej więcej na południowy zachód od Fontenay, około 1,6 km od Rauray i wzgórz, które wznosiły się nad obszarem natarcia VIII Korpusu. Zachmurzenie zaczęło rosnąć, kiedy zrodził się plan, aby Tyneside Scottish zaatakowali Rauray o świcie. Na zachodniej flance XXX Korpusu 50 Dywizji udało się przejść tylko niewielką odległość na południe od Tilly-sur-Seulles. Rezerwy niemieckie za odcinkiem frontu naprzeciwko VIII Korpusu zostały przesunięte na zachód, aby wzmocnić obrońców zaatakowanych przez XXX Korpus, który zdaniem Niemców był główną osią ofensywy brytyjskiej. W cotygodniowym raporcie sytuacyjnym Grupy Armii B za dni 19–26 czerwca odnotowano, że na styku obrony Dywizji Panzer Lehr i 12 Dywizji Pancernej SS została wybita szczelina o szerokości 5 km i głębokości 2 km.

### 26 czerwca

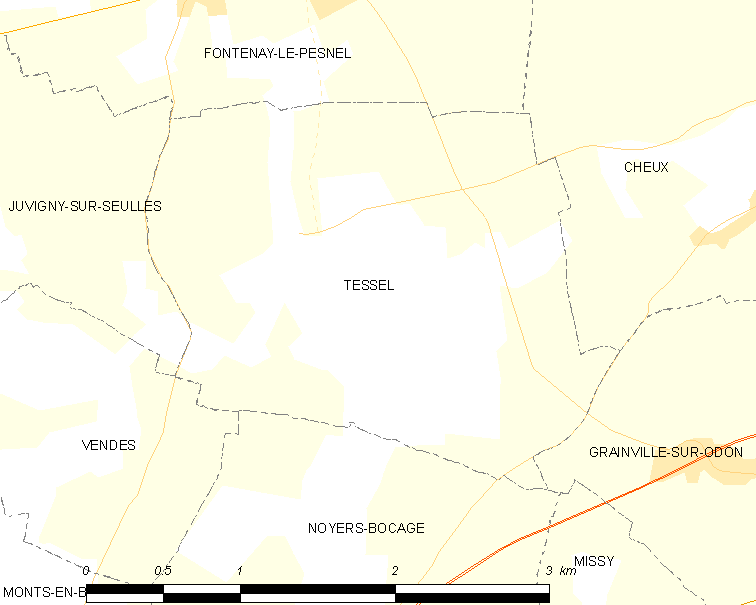
Obszar Tessel–Bretteville

70 Brygada Piechoty i 8 Brygada Pancerna przygotowały się do przesunięcia na południe od Fontenay o 6:50, zaś operacja Epsom miała rozpocząć się dalej na zachód o 7:30 rano. Na lewej flance 49 Dywizji o 9:30 zaatakował szwadron Sherwood Rangers Yeomanry z Pułku Duke of Wellington’s w kierunku celu „Walrus”, przy czym pierwszym celem była farma St. Nicholas, około 800 m przed nim. Niemiecki garnizon i zakamuflowane czołgi odpierały atak do 15:50, kiedy druga próba uderzenia po 20-minutowym ostrzale artyleryjskim doprowadziła do zdobycia farmy i terenu wokół niej. Czołgi szwadronu Yeomanry zbliżyły się następnie do skrzyżowania na północ od Rauray, a 11. batalion Lekkiej Piechoty Durham przybył o 21:00, by umocnić ich pozycję. Patrol czaił się na skraju wioski, aby zaatakować nocą, ale stwierdzono, że pomimo ataku myśliwców bombardujących w ciągu dnia wioska była nadal pełna niemieckiej piechoty, a pobliskie lasy bronione przez czołgi.
W środku 1. batalion Pułku Tyneside Scottish i 4/7 Pułk Królewskiej Gwardii Dragonów przygotowały się do ataku la Grande Ferme, z prawą flanką strzeżoną przez 24 Pułk Ułanów i 12. zmotoryzowany batalion Królewskiego Korpusu Strzelców ze składu 8 Brygady Pancernej, posuwający się w kierunku Tessel-Bretteville. Atak rozpoczął się od mniejszego niż poprzednio ostrzału artyleryjskiego, ponieważ dodatkowa artyleria udostępniona 25 czerwca powróciła do wsparcia VIII Korpusu. Niemcy prowadzili ogień z czołgów i zamaskowanych karabinów maszynowych oraz bombardowali piechotę wroga z nebelwerferów. Rakiety uderzyły w pobliskie drzewa i żywopłoty, rozrzucając po okolicy śmiertelnie niebezpieczne odłamki drewna. Za strumieniem le Bordel Rau cztery okopane czołgi powstrzymały atak, podobnie jak kompania piechoty w La Grande Ferme i posiłki piechoty z 21 Dywizji Pancernej, okopane w okolicach Las Tessel. 12. zmotoryzowany batalion Królewskiego Korpusu Strzelców przekroczył strumień Le Bordel Rau w południe, ale został przygwożdżony tuż za nim, a sześć czołgów Gwardii Dragonów zostało obezwładnionych podczas ataku na farmę. O 16:00 piechota została wycofana 4,8 km do le Haut d’Audrieu, z wyjątkiem małej grupy, która dotarła na farmę.
12. batalion, poruszający się głównie amerykańskimi transporterami półgąsienicowymi M3 i brytyjskimi transporterami Universal Carrier, zaatakował w kierunku Tessel-Bretteville, gdy czołgi M4 Sherman 24 Pułku Ułanów przeszły obok wschodniej części lasu Tessel. Brytyjczycy zostali związani walką przez nieprzyjacielskie czołgi w la Grande Ferme i innych obiektach w pobliżu Tessel-Bretteville. Dwie pantery spotkały się z czołową eskadrą ułanów, obie zostały trafione i podpalone. Postęp był ograniczony przez bocage i zatopione pasy terenu, ale atakujący przeszli przez strumień le Bordel Rau. Następnie dotarli do zachodniego krańca wioski, po czym wycofali się do lasu Tessel pod zasłoną dymną, ze względu na dużą liczbę wrogich czołgów i innych pojazdów. W nocy dwie kompanie z 2. batalionu 192 Pułku Grenadierów Pancernych z 21 Dywizji Pancernej wzmocniły obronę Dywizji Panzer Lehr niedaleko Vendes, która pozostała w rękach niemieckich przez cały czas trwania operacji. Dywizja Panzer Lehr na krótko zaangażowała elementy 146 Brygady, ale większość z nich pozostała skoncentrowana przeciwko 50 Dywizji na prawej flance 49 Dywizji.

### 27 czerwca
O 7:00 czołgi szwadronu Yeomanry i patrol z 11. batalionu Lekkiej Piechoty Durham zaczęły sondować Rauray przeciwko 3. batalionowi 26 Pułku Pancernego SS. Flankujący ogień czołgów i dział 88 mm obezwładnił kilka czołgów szwadronu Yeomanry i zmusił resztę do wycofania się. Pluton fizylierów przedarł się do centrum wioski, ale reszta batalionu znalazła się ogniem moździerzowym, kierowanym przez ukrytego obserwatora. Po ostrzale artyleryjskim o godz. 11:00 żołnierze Lekkiej Piechoty Durham nałożyli bagnety na swoje karabiny i ruszyli w szeregu naprzeciwko ostrzału z karabinów maszynowych i ostrzału snajperskiego, co spowodowało wiele ofiar i doprowadziło do rozejmu w południe, aby obie strony mogły zebrać rannych. Atak wznowiono o godzinie 14:00 i do 16:00 wioska została zdobyta; znaleziono kilku niemieckich snajperów w strojach maskujących, przywiązanych do drzew. Na zachód od Tessel-Bretteville żołnierze Pułku Hallamshire zaatakowali Vendes z Las Tessel, ale poczynili niewielkie postępy i rozpoczęto przygotowania do ataku na Brettevillette następnego dnia.

### 28 czerwca
O godz. 6:50 rozpoczął się ostrzał w wykonaniu czterech polowych pułków artyleryjskich i Armijnej Grupy Artylerii Królewskiej, a na lewej flance atak 10. batalionu Lekkiej Piechoty Durham i 4/7 Pułku Gwardii Dragonów wznowili natarcie przez pozycje 11. batalionu Lekkiej Piechoty Durham w Rauray, w kierunku wzniesień na południe od wioski, gdzie walki trwały przez cały dzień. O 7:00 1. batalion Tyneside Scottish w centrum przeszedł przez bocage blisko zapory ostrzału nękającego, w kierunku Brettevillette na południowy zachód od Rauray. Batalion osiągnął pierwszy cel o kryptonimie „Jock” (Tessel-Bretteville) po czterdziestu minutach, gdzie dwie kompanie połączyły siły, a dwie ruszyły w kierunku ostatecznego celu „Jones” (Brettevillette) za kolejną falą ostrzału nękającego. Niemiecki ostrzał z karabinów maszynowych stał się intensywny, a tyły batalionu zostały ostrzelane przez artylerię i moździerze, ale postęp trwał dalej i do 14:30 batalion wszedł do wioski.
Po trzydziestu minutach Brytyjczycy zostali zaatakowani przez Kampfgruppe Weidinger z 2 Dywizji Pancernej SS „Das Reich”, która przybyła dzień wcześniej z rejonu na południe od Saint-Lô i zluzowała 12 Dywizję Pancerną SS na zachód od Rauray. Wraz z kompanią Panter z 2 Dywizji Pancernej kampfgruppe rozpoczęło serię trwających kilka godzin kosztownych dla obu stron kontrataków, gdy batalion Pułku Tyneside Scottish próbował umocnić swoją pozycję we wsi. Batalion został wycofany do Tessel-Bretteville do 21:00, a kompania na szpicy okopała się w odległości 400 metrów na północ od Brettevillette. Odzyskując wioskę i utrzymując Queudeville na południu, Kampfgruppe Weidinger otworzyło drogę od Noyers-Bocage dla nadchodzącej kontrofensywy II Korpusu Pancernego SS przeciwko wybrzuszeniu VIII Korpusu na wschodzie.

### 29–30 czerwca

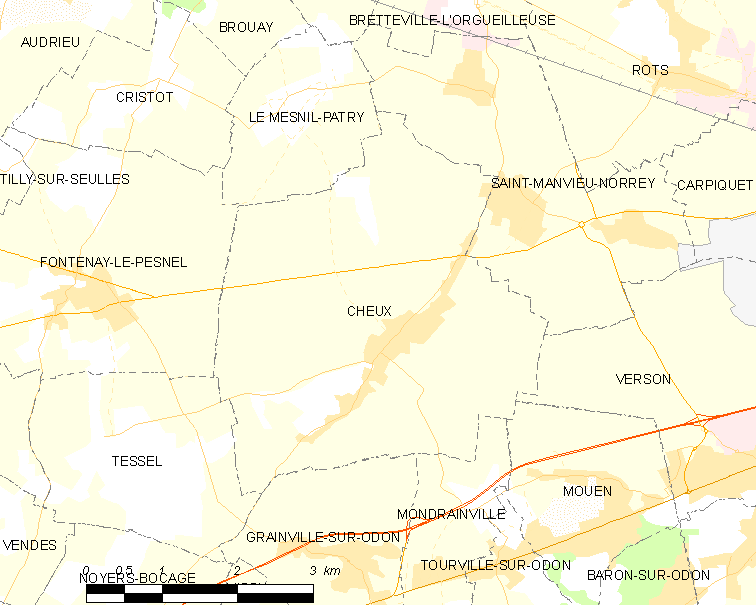
Obszar Vendes–Cheux

Pogoda rankiem 29 czerwca była jasna i przejrzysta, a samoloty alianckie przeprowadziły wiele lotów bojowych zwiadowczych, które wykazały, że wiele niemieckich posiłków zmierzało w rejon rzeki Odon. Kontrofensywa II Korpusu Pancernego SS miała miejsce na południe od 49 Dywizji, po obu stronach rzeki Odon między Queudeville i Évrecy, przeciwko wybrzuszeniu VIII Korpusu utworzonego podczas operacji Epsom. XXX Korpus zapewniał wsparcie artyleryjskie VIII Korpusowi i przygotowywał się do obrony terenu wokół Rauray. 1. batalion Pułku Tyneside Scottish meldował, że jakikolwiek ruch na ich pozycjach przyciągał masowy ogień moździerzowy od strony Kampfgruppe Weidinger, a czołgi co jakiś czas nękały kompanię okopaną na północy wioski. Kompania została wycofana, aby uniknąć ostrzału artyleryjskiego, przygotowując się do ataku na wioskę przez 11. batalion Lekkiej Piechoty Durham, ale gdy tylko ich ruch został zauważony, rozpoczęło się bombardowanie z Nebelwerferów, które spowodowało wiele ofiar. Batalion został zluzowany o godzinie 6:00 rano 30 czerwca przez 4. batalion Pułku Royal Lincolnshire. Nebelwerfery i ostrzał artyleryjski nękał 10. batalion Lekkiej Piechoty Durham i 4/7 Pułku Gwardii Dragonów na południe od Rauray przez cały dzień, a kilka czołgów zostało zniszczonych podczas rozpoznania zbcza. 30 czerwca dwa bataliony Lekkiej Piechoty Durham zostały zluzowane w Rauray przez Tyneside Scottish, którzy wieczorem wysłali do przodu patrole.
Tyneside Scottish zostali wybrani jako grupa niszczycieli czołgów; strefa śmierci obejmowała obszar na wschód i południowy wschód od konturu pierścienia 110 (ang. ring contour 110), przed frontem kompanii A i B, które miały jedyne dobre pole obserwacji i posiadały okopane cztery 6-funtowe działa przeciwpancerne. Rozesłano patrole, ale niewiele odkryły z powodu małego obszaru obserwacji w bocage. 11. batalion Royal Scots Fusiliers trzymał prawą flankę w pobliżu Juvigny-sur-Seulles, pozostając w kontakcie z 50 Dywizją na zachodzie i 1/4. batalionem Lekkiej Piechoty King’s Own Yorkshire na wschodzie, która znajdowała się na zachodnim krańcu lasu Tessel. Hallamshires trzymali południowo-zachodni róg lasu, nieco na północ od Vendes i utrzymywali kontakt z 4. batalionem Royal Lincolnshire w Tessel-Bretteville. 11. batalion Lekkiej Piechoty Durham został okopany w pobliżu Rauray i połączony z Tyneside Scottish na wzniesieniu w konturze pierścienia 110. W poprzek granicy dywizji i korpusu na wschodzie, wzdłuż drogi do le Hautdu Bosq, okopał się 6. batalion Pułku King’s Own Scottish Borderers z 15 Szkockiej Dywizji Piechoty po południowej stronie drogi, oczywistej trasy niemieckiego ataku na VIII Korpus. Tylko jednostki znajdujące się w pobliżu konturu pierścienia 110 miały względnie niezakłócony widok, a inne bataliony otaczały brzegi, żywopłoty i drzewa. Trzy pułki artyleryjskie 49 Dywizji, czołgi 24 Pułku Ułanów, działa przeciwpancerne 217 Pułku Przeciwlotniczego Artylerii Królewskiej, dwie atrapy 6-funtowych dział przeciwpancernych i karabiny maszynowe Vickers z 2 Pułku Kensington zostały przygotowane do wsparcia piechoty. Dane zebrane z przechwyconych meldunków II Korpusu Pancernego SS skłoniły dowództwo bombowe RAF-u do zrzucenia wieczorem 1300 ton bomb w związku z podejrzeniem koncentracji niemieckich czołgów w Villers-Bocage, co w połączeniu z bombardowaniem morskim i artyleryjskim starło miasto z powierzchni ziemi w ciągu dwunastu minut.

### Niemiecki kontratak, 1 lipca

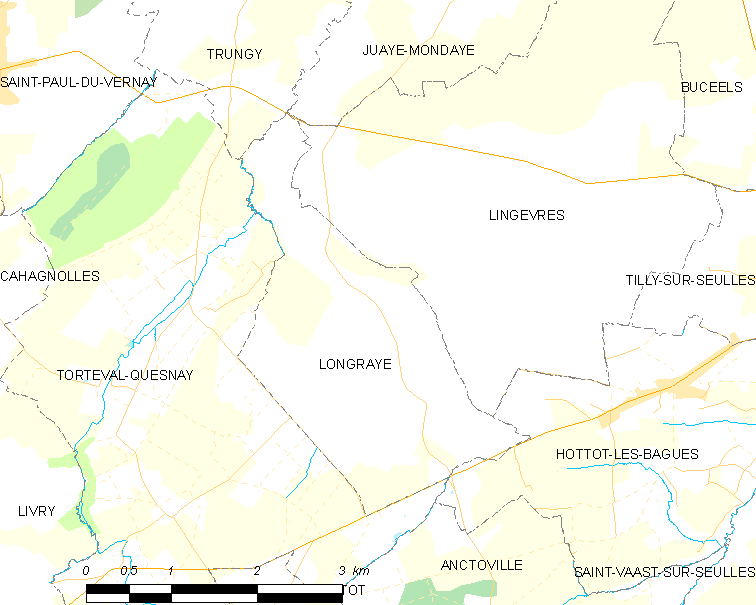
Longraye, w obszarze 50. Dywizji

W nocy z 30 czerwca na 1 lipca patrole wysłane za linię niemieckiego frontu usłyszały dźwięk silników i zgrzyt gąsienic. 50 Dywizja kontynuowała ataki na południowy zachód od Tilly-la-Campagne i dwukrotnie zdobyła Hottot-les-Bagues, zanim straciła ją w wyniku kontrataków; tymczasem 6,4 km na zachód zostało zdobyte Longraye. Rano 56 Brygada, na prawej flance 50 Dywizji, przejęła linię na północ od Bois de Saint Germain i Crauville, a następnie rozpoczęła energiczne rozpoznanie sił 277 Dywizji Piechoty i 2 Dywizji Pancernej, gotowa do ataku na las 8 lipca. Niemcy zaplanowali wielki nocny atak na wybrzuszenie VIII Korpusu 1 lipca o 3:00 rano, w wykonaniu Kampfgruppe Weidinger i 9 Dywizji Pancernej SS, ale dowódca dywizji SS-Obersturmbannführer Woith został ranny w czasie ostrzału artyleryjskiego i nie udało mu się przekazać na czas dyspozycji do ataku. Zwiad stwierdził, że czołgi 9 Pułku Pancernego SS wycofały się po zmroku i atak został przełożony na 6:00 rano.
O północy rozpoczął się ostrzał moździerzowy i artyleryjski pozycji brytyjskich; patrole donosiły, że na południe od Brettevillette słychać czołgi, a wkrótce potem Pułkowi Tyneside Scottish rozkazano się zatrzymać i być gotowym do wschodu słońca o 5:01. O 6:00 Kampfgruppe Weidinger z 19 i 20 Pułkiem Grenadierów Pancernych SS oraz 9 Pułkiem Pancernym SS z 9 Dywizji Pancernej SS zaczęło przesuwać się przez zasłonę dymną w kierunku Ferme des Cigognes, na południe od Le Haut du Bosq, na drodze do Cheux. Grupy po pięć czołgów idących na szpicy w towarzystwie grenadierów pancernych strzelały do brytyjskiej piechoty, gdy żołnierze rozłożyli się na pozycjach strzeleckich, a następnie ruszyli do przodu. Inne grupy posuwały się łukiem ze wschodu na północny wschód, do obrony 6. batalionu Pułku King’s Own Scottish Borderers i 4. batalionu Pułku Royal Lincolnshire od Rauray do Tessel-Bretteville. 24 Pułk Ułanów i artyleria dywizji otworzyły ogień do niemieckich grup czołgów oraz piechoty, gdy te wynurzyły się z zasłony dymnej około 6:45.
Niemiecka taktyka uwzględniła wrażliwość czołgów i piechoty na ostrzał, kiedy tylko wyszły z bocage. „Czołgi są sprytnie używane w małych ilościach z piechotą lub bez. Wycofują się lub przenikają do stanowisk, z których mogą atakować nasze pozycje obronne bezpośrednim ogniem”.
Brytyjczycy odpowiedzieli na tę taktykę ogniem przeciwpancernym z zakamuflowanych pozycji, chociaż aby uzyskać odpowiednie pole ostrzału, działa okopano w pobliżu żywopłotów, co ujawniało ich przybliżoną lokalizację. Niemiecki ogień na pozycje armat przeciwpancernych był coraz celniejszy w trakcie rozwoju starcia i były one niszczone jedno po drugim. Niemiecka artyleria naprzemiennie strzelała pociskami odłamkowymi i dymnymi, aby czołgi mogły wyjść z zasłony dymnej, zająć zlokalizowane pozycje brytyjskie, a następnie nacierać dalej wspierane przez piechotę. Brytyjska artyleria polowa zmusiła w końcu niemieckie czołgi do wycofania się, a piechotę do ukrycia się za osłonami, podczas gdy niemiecka artyleria wznowiła ostrzał; każdy niemieckie uderzenie spowodowało straty w szeregach brytyjskich i posuwało się naprzód. Niemieccy snajperzy i strzelcy karabinów maszynowych infiltrowali brytyjskie linie wokół Rauray i pozycje Pułku Tyneside Scottish.
Do godziny 11:00 brytyjska linia obrony została przekroczona po obu stronach toru. Linia 17-funtowych dział przeciwpancernych 344 Baterii Przeciwpancernej Artylerii Królewskiej niedaleko le Haut-du-Bosq stała się teraz linią frontu, pomimo ograniczonego pola ostrzału. Kiedy kompania A Pułku Tyneside Scottish została wyparta z powrotem do obszaru 6. batalionu Pułku King’s Own Scottish Borderers, niemieckie czołgi i grenadierzy pancerni skręcili na północ, 270 m za kompanią B, gdzie zostali zaatakowani przez czołgi 24 Pułku Ułanów. Sześć niemieckich czołgów zostało obezwładnionych, a postęp natarcia zatrzymany; wezwano artylerię skupioną wokół Brettevillette.
Znaczna część dostępnego wsparcia artyleryjskiego odpowiedziała na wezwanie obserwatorów artyleryjskich i ostrzelała punkt DF109, obszar przed Pułkami Tyneside Scottish i King’s Own Scottish Borderers. Po południu obserwator artyleryjski w Belleval Château zobaczył niemieckie czołgi formujące się w trójkątnym lesie i wezwał ostrzał 400 metrów na południowy zachód od punktu DF109. Wezwanie zostało zmienione na „Mike Target” (angażując wszystkie 24 działa pułku polowego), a następnie na „Uncle Target” (ostrzał w wykonaniu 72 dział wszystkich trzech pułków artylerii polowej dywizji) i ponownie zmienione na „Victor Target” (bombardowanie obejmujące wszystkie średnie i ciężkie działa VIII Korpusu). Podobne wezwanie wykonały działa XXX Korpusu, a ciężki ostrzał spadł na niemieckie miejsce postoju. Później tego dnia wojska brytyjskie ponownie zajęły opuszczoną linię obrony, wspierane przez czołgi Churchill Crocodile wyposażone w miotacze płomieni, które paliły żywopłoty i zmuszały niemiecką piechotę do ucieczki; wielu niemieckich żołnierzy wolało próbować uciec, zamiast się poddać i zostali zestrzeleni. Na froncie 10. i 11. batalionu Lekkiej Piechoty Durham oraz 4. batalionu Pułku Royal Lincolnshire niemiecka piechota weszła na brytyjskie pozycje obronne, ale została wyparta przez kontrataki, które były kosztowne dla obu stron. Szwadron C z Sherwood Rangers stracił dwa czołgi podczas wspierania 10. batalionu i 55 Pułku Przeciwpancernego Artylerii Królewskiej, który został rozmieszczony za batalionami Lekkiej Piechoty Durham i obezwładnił sześć Panter.

## Następstwa

### Analiza
W 2003 r. historyk Terry Copp napisał, że niemiecki kontratak na teren zdobyty przez XXX Korpus był kosztowną porażką, a Niemcy zajmujący pozostałe pozycje w podkowie Rauray zostali zmuszeni przejść do defensywy. Niemieckie jednostki pancerne napotkały takie same problemy braku obserwacji i pola manewru jak alianci. Brak piechoty i skutki ostrzału artylerii alianckiej znacznie utrudniły współpracę pomiędzy jednostkami i praktycznie uniemożliwiły bezpośrednie dowodzenie. Operacja Martlet osiągnęła swój cel, rozpraszając uwagę i zadając ciosy siłom niemieckim . Ian Daglish napisał w 2007 r., że chociaż XXX Korpus nie osiągnął swojego celu, niemiecka uwaga została skutecznie odwrócona od obszaru operacji Epsom i że czołgi z tego rejonu obszarze zostały wysłane na zachód w celu zaatakowania luki w linii frontu wybitej przez 49 Dywizję, pozostawiając na tej pozycji, gdy rozpoczął się główny atak VIII Korpusu.
W raporcie polowym z 1 lipca napisanym tego samego dnia ppłk A.E. Warhurst nazwał niemiecki kontratak poważną porażką, w której wróg stracił ok. 50 czołgów. Warhurst oszacował, że zostało obezwładnionych ok. 35 niemieckich czołgów, dziesięć przez Pułk Tyneside Scottish, jedenaście przez 24 Pułk Ułanów, sześć od ognia 217 Baterii i 55 Pułku Pancernego, a kolejne pięć w wyniku ostrzału średniej artylerii. 24 Pułk Ułanów stracił pięć Shermanów. Każdy z moździerzy Pułku Tyneside Irish wystrzelił ok. 600 pocisków, a artyleria spowodowały wiele strat w szeregach niemieckich, ponieważ Brytyjczycy byli w stanie utrzymać doskonałą komunikację sygnałową przez cały dzień, podczas gdy niemieccy operatorzy radiowi musieli stacjonować w pewnej odległości od swojej kwatery głównej, ze względu na szybkość, z jaką brytyjskie bezprzewodowe stanowiska odsłuchowe nakreślały ich pozycje i kierowały na nich ostrzał artyleryjski.
W 2013 r. John Buckley napisał, że niemiecka obrona przed operacją Martlet była słabo skoordynowana i kosztowna wobec siły ognia, jaką dysponowali Brytyjczycy, zjawiska taktycznego napotykanego przez Niemców podczas całej kampanii w Normandii. Operacji Martlet udało się odwrócić siły niemieckie od operacji Epsom, ale niemiecki sukces w utrzymaniu podkowy Rauray był brytyjską porażką. „Kontrolowanie tego terenu sprawiło, że grenadierzy pancerni, którzy ocaleli ze zniszczenia w bitwie, mogli odetchnąć z ulgą”, co pozostawiło Niemców na lepszej pozycji, nawet gdy zdobyto Rauray.

### Straty
W czerwcu zgrupowanie 2 Dywizji Pancernej SS w Normandii było niepełne; 1 lipca dywizja liczyła 17 233 żołnierzy, ale tylko 11 195 na polu bitwy. Kampfgruppe Weidinger i 9 Dywizja Pancerna SS bronili podkowy Rauray i uczestniczyli w kontrofensywie przeciwko operacji Epsom. Kampfgruppe straciło (do 1 lipca włącznie) 108 zabitych, 408 rannych i 126 zaginionych. 9 Dywizja Pancerna SS do 11 lipca poniosła 1145 ofiar (łącznie), a liczba sprawnych Panzer IV spadła z 41 do 9 pod koniec czerwca i wzrosła do 10 w dniu 2 lipca; liczba panter spadła z 27 do 19 pomiędzy 30 czerwca a 2 lipca; liczba StuG III została zredukowana z 38 do 22 wraz z końcem czerwca i do 19 w dniu 2 lipca. Jednostki na lewej flance i posiłki z 12 Dywizji Pancernej SS walczyły przeciwko XXX Korpusowi, a od 24 czerwca do 11 lipca dywizja straciła ok. 2935 żołnierzy, 1240 ofiar w ciągu trzech dni do 1 lipca włącznie. Od 24 czerwca do 2 lipca liczba działających czołgów spadła z 58 do 32 Panzer IV, z 44 do 24 panter i nieznanej liczby Jagdpanzer IV.
276 Dywizja Piechoty była stopniowo luzowana przez Dywizję Panzer Lehr od 26 czerwca do 5 lipca; w czerwcu poniosła 2972 ofiary. Od 24 do 26 czerwca liczba Panzer IV w tej dywizji spadła z 33 do 27, panter z 30 do 26; liczba działających Jagdpanzer IV i StuG III jest nieznana. Do 1 lipca dostępność sprzętu wzrosła do 36 Panzer IV, 32 Panther, 28 Jagdpanzer IV i StuG III. 21 Dywizja Pancerna straciła 254 żołnierzy piechoty od 24 do 30 czerwca, a kolejnych 557 ludzi do 6 lipca. Od 21 czerwca do 1 lipca liczba sprawnych Panzer IV spadła z 76 do 61, chociaż nie wiadomo, jaka część strat została poniesiona w akcji przeciwko XXX Korpusowi podczas operacji Martlet. Liczba działających czołgów Tygrys dostępnych dla 101. batalionu czołgów ciężkich SS spadła z 15 do 11 pomiędzy 16 czerwca a 1 lipca oraz z 11 do zera 4 lipca. Straty 49 Dywizji West Riding wyniosły 400 żołnierzy Pułku Tyneside Scottish, z czego ok. 200 stanowili ludzie z 11. batalionu Lekkiej Piechoty Durham, a 150 żołnierze 10. batalionu, było także 22 zabitych w 4. batalionie Pułku Royal Lincolnshire.

### Późniejsze operacje
49 Dywizja utrzymywała linię wokół Rauray przez prawie miesiąc, z wyjątkiem ataku dywersyjnego wokół Juvigny-sur-Seulles podczas drugiej Bitwy o Odon. 30 lipca dywizja została przeniesiona z XXX Korpusu do I Korpusu i zajęła pozycje na przyczółku na wschód od rzeki Orne, skąd dotarła do Sekwany. 12 Dywizja Pancerna SS, poważnie wyczerpana przez walki przeciwko operacji Epsom, kontynuowała walkę z kolejnymi brytyjskimi ofensywami na lotnisku Carpiquet (operacja Windsor), w Caen (operacja Charnwood) i próbowała powstrzymać operację Goodwood. Okopała się na pozycjach na południowy wschód od Caen w połowie lipca, skąd stopniowo była wypierana przez późniejsze ofensywy angielsko-kanadyjskie. 9 Dywizja Pancerna SS pozostała w dolinie Odon, utrzymując Wzgórze 112 przeciwko atakom 43 Dywizji Piechoty Wessex podczas operacji Jupiter. Pod koniec sierpnia została zamknięta w kotle Falaise.